# Rim Tim Tagi Dim
Rim Tim Tagi Dim è un singolo del cantautore croato Baby Lasagna, pubblicato il 12 gennaio 2024 come terzo estratto dal primo album in studio DMNS & Mosquitoes.
Avendo vinto Dora 2024, il singolo ha rappresentato la Croazia all'Eurovision Song Contest 2024, dove si è classificato in seconda posizione con 547 punti. Rim Tim Tagi Dim ha riscosso notevole successo, sia in Croazia che nel resto dell'Europa, per il suo ritmo energico. È stato riconosciuto con tre premi Porin, tra cui quello alla canzone dell'anno, e ha inoltre ricevuto il premio della stampa ai Marcel Bezençon Awards e l'OGAE Eurovision Song Contest Poll.

## Descrizione

### Composizione e stile
Il singolo, scritto e composto interamente da Baby Lasagna nella sua camera da letto, è stato ispirato da un'opportunità lavorativa su una nave da crociera che aveva rifiutato. Originariamente doveva essere una canzone riempitiva per il suo LP d'esordio, DMNS & Mosquitoes, ma, resosi conto del suo potenziale in seguito al rapido incremento di ascolti in streaming, il cantautore ha deciso di proporla per Dora 2024. Il 2 gennaio 2024, il brano è stato ufficialmente annunciato come canzone di riserva per la finale nazionale nel caso in cui un artista nella lineup principale si fosse ritirato.
In numerose interviste, Purišić ha dichiarato che la canzone è stata ispirata dall'esodo di massa di giovani adulti che lasciano la Croazia per migliori opportunità all'estero. Il testo incarna un "approccio umoristico e leggero" alla questione, raccontando la storia di un giovane uomo di campagna che lascia il suo villaggio per una vita migliore in un paese straniero; anche se eccitato, è comunque tormentato dall'ansia di trasferirsi. Il titolo Rim Tim Tagi Dim funge da nome di una danza popolare fittizia del villaggio natale dell'uomo. Dal punto di vista sonoro, il pezzo fonde elementi di techno, heavy metal, pop e trap.
Il lato rock del brano è ispirato allo stile della band tedesca dei Rammstein, di cui Baby Lasagna è un grande ammiratore.

### Significato
Il brano tratta la storia di un giovane ragazzo croato che, in cerca di una vita migliore, sceglie di lasciare la Croazia e di trasferirsi all'estero. Il protagonista, però, prova stress e tristezza, perché deve lasciare probabilmente per sempre i suoi parenti e il suo Paese natale. Il singolo narra i momenti in cui il ragazzo rivolge i suoi saluti ai parenti e anche al suo animale domestico, un gatto: per respingere il sentimento della tristezza, li invita a ballare con lui la danza del suo Paese, da cui deriva anche il titolo del singolo.

## Promozione

### Partecipazione a Dora 2024
Dora 2024, organizzato dall'emittente croata HRT, prevedeva 24 partecipanti, e il vincitore avrebbe rappresentato la Croazia all'Eurovision Song Contest 2024. Il 2 gennaio 2024 il brano è stato selezionato come riserva per la finale, nel caso un artista si fosse ritirato. Il giorno seguente, Zsa Zsa si ritirò, cedendo il suo posto a Rim Tim Tagi Dim: Baby Lasagna dovette cantare nella semifinale del 23 febbraio. All'esibizione, oltre a lui, presero parte Luana Kličić e Sebastijan Žeželić, come ballerini, e Martin Purišić, fratello del cantautore, nel ruolo di batterista. La sua esibizione a Dora 2024, inoltre, riscosse notevole successo proprio per la coreografia dei due ballerini, oltre per l'abito indossato dall'artista, realizzato da Valentina Pliško.
Il brano si è qualificato alla finale, che si sarebbe svolta il 25 febbraio: vincendola (avendo ottenuto più voti degli altri brani sia dal pubblico che dalla giuria), ottiene la partecipazione all'Eurovision Song Contest come rappresentante della Croazia.

### Partecipazione all'Eurovision Song Contest 2024

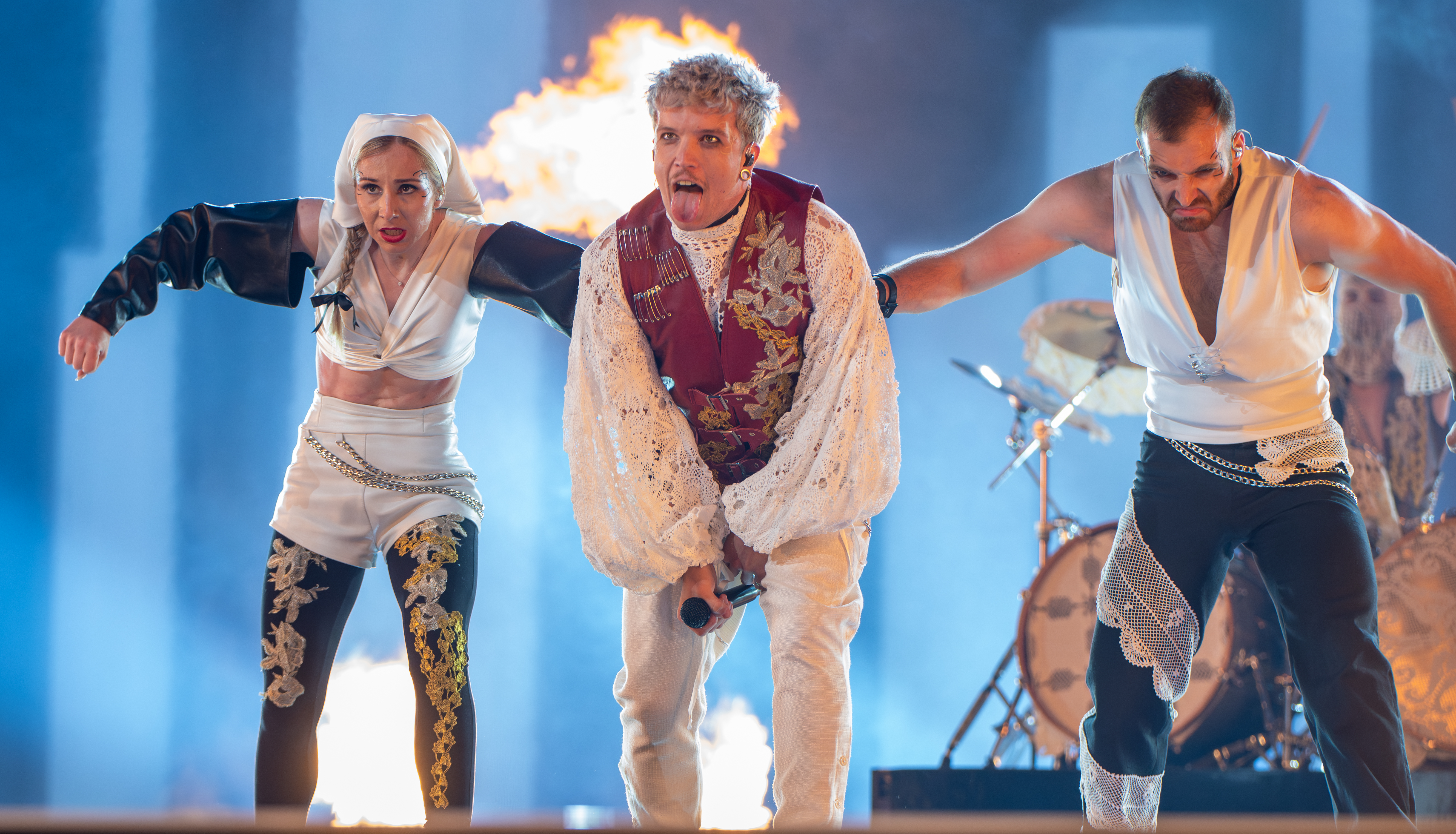
Esecuzione di Rim Tim Tagi Dim all'Eurovision Song Contest 2024. Al centro il cantautore Baby Lasagna, ai lati i ballerini Luana Kličić (sinistra) e Sebastijan Žeželić (destra).

L'Eurovision Song Contest 2024 si è tenuto alla Malmö Arena di Malmö, in Svezia, tra il 7 e l'11 maggio 2024. L'esibizione di Baby Lasagna, avvenuta nella prima delle due finali il 7 maggio, ha visto alcuni cambiamenti rispetto a quella di Dora: il fratello del cantautore, Martin Purišić, nel suo ruolo di batterista è stato sostituito da Matija Klaj.
La prima semifinale è stata vinta da Rim Tim Tagi Dim, con 177 punti, ottenendo la qualificazione alla finale dell'11 maggio.
Nella classifica finale del concorso, il brano è arrivato in seconda posizione, dietro a quello vincitore, The Code, dello svizzero Nemo. Rim Tim Tagi Dim ha ottenuto 547 voti, di cui 210 dalle giurie e i restanti 337 dal televoto del pubblico. Questo piazzamento è stato il migliore della Croazia nel concorso canoro: il cantautore ha dichiarato di essere soddisfatto del traguardo raggiunto, nonostante la mancata vittoria.

## Accoglienza
Rim Tim Tagi Dim ha ricevuto pareri generalmente positivi. Per esempio, la canzone è stata anche paragonata a Cha cha cha di Käärijä (che ha a sua volta elogiato il singolo) e a Party in My Head dei Pain; in risposta, Baby Lasagna ha espresso ammirazione per il primo artista. Scrivendo per Index.hr, invece, Martina Radoš ha chiesto all'emittente televisiva croata HRT di licenziare coloro che hanno inserito Purišić tra le riserve. In un articolo per la stessa pubblicazione, Josip Bošnjak ha scritto: «È un insolito ossimoro musicale. La triste vita quotidiana in un allegro tono istriano». Rim Tim Tagi Dim è stata elogiata e apprezzata anche dagli artisti croati Matko Jelavić, Zorica Kondža e Zdenka Kovačiček, oltre che dalla giornalista Vedrana Rudan.
Nelle reazioni di William Lee Adams e di Cinan di Wiwibloggs, entrambi hanno lodato la composizione e il testo della canzone. Adams ha dichiarato relativamente alla composizione della canzone: «Niente qui sembra forzato, banale o generico; sembra sincero [...] è di qualità. Sembra solo una canzone rock sincera».

## Video musicale
Il video musicale è stato pubblicato il 20 febbraio 2024. Il video è stato diretto dalla partner di Purišić, Elizabeta Ružić, e girato nella città natale dell'artista, Umago. Il video richiama il significato del testo, presentando un uomo di campagna, circondato da altri residenti rurali e animali da fattoria, che emigra dalla Croazia in cerca di una vita migliore. Secondo la testata Jutarnji list, la storia mira a rappresentare tutti coloro che si sono trovati in una situazione simile.

## Tracce
Testi e musiche di Marko Purišić.
1. Rim Tim Tagi Dim – 2:59

## Successo commerciale

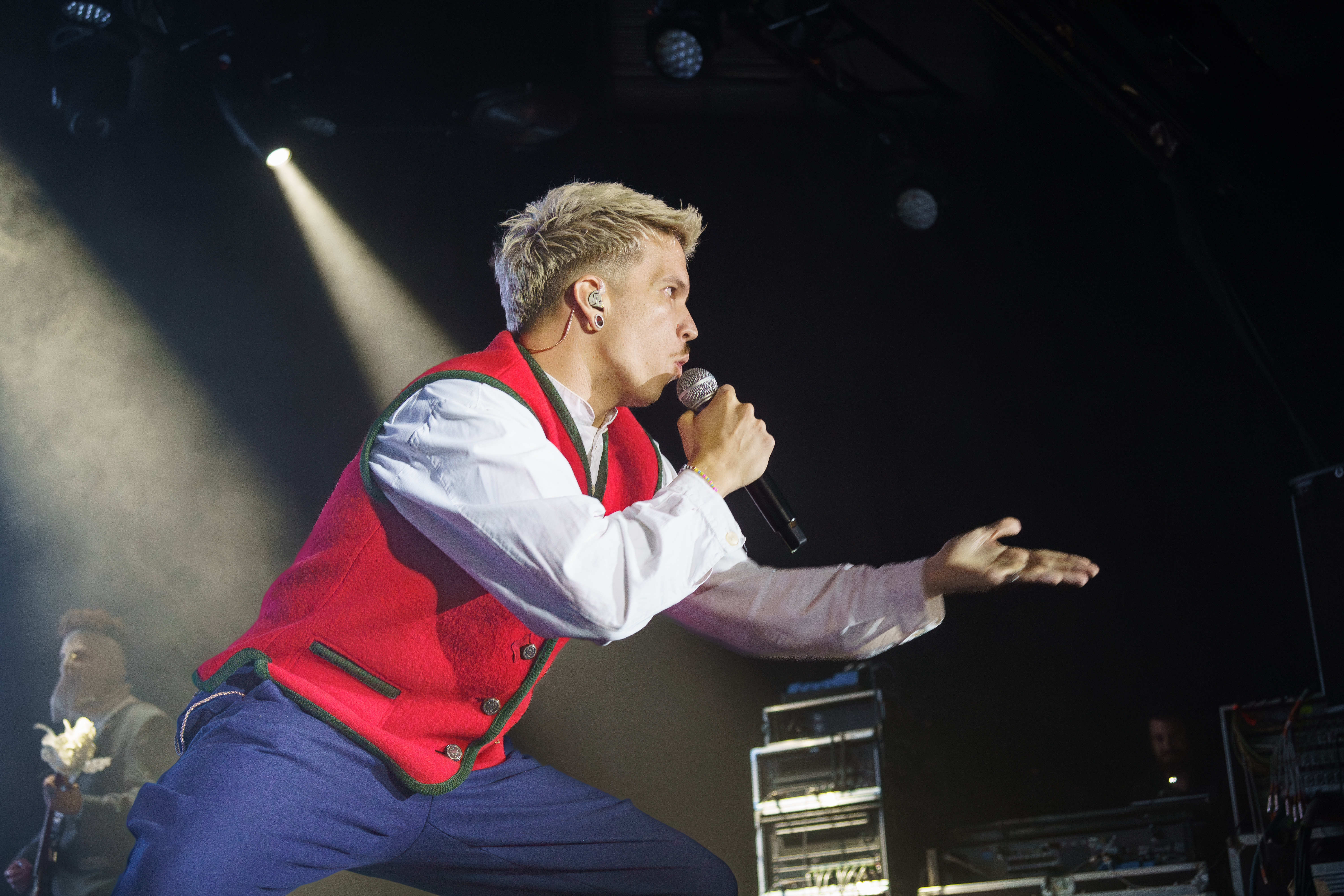
Baby Lasagna mentre esegue Rim Tim Tagi Dim a Madrid

Prima di Dora 2024, il singolo si trovava al 24° posto delle canzoni radiofonicamente più popolari in Croazia, per poi raggiungere il 4º posto la settimana successiva. Dopo la vittoria del festival musicale croato, invece, il brano ha raggiunto in breve tempo la prima posizione.
Rim Tim Tagi Dim ha avuto un vasto successo anche fuori dalla Croazia. Nella classifica Official Singles Chart del Regno Unito, per esempio, nella pubblicazione del 17 maggio 2024 si trovava al 36° posto: Baby Lasagna è stato il secondo artista croato a rientrare nella classifica, dopo Ivo Robić con il brano Morgen nel 1959 (raggiunse il 23° posto).
Più in generale, il brano ha raggiunto la classifica dei 40 più ascoltati in molti Paesi europei. Infine, è rientrato anche nella Billboard Global 200.

## Classifiche
| Classifica (2024) | Posizione massima |
| ----------------- | ----------------- |
| Austria           | 13                |
| Belgio (Fiandre)  | 46                |
| Croazia           | 1                 |
| Finlandia         | 4                 |
| Germania          | 50                |
| Grecia            | 4                 |
| Islanda           | 15                |
| Israele           | 65                |
| Lettonia          | 6                 |
| Lituania          | 4                 |
| Lussemburgo       | 16                |
| Norvegia          | 33                |
| Paesi Bassi       | 41                |
| Polonia           | 28                |
| Portogallo        | 123               |
| Regno Unito       | 36                |
| Svezia            | 6                 |
| Svizzera          | 11                |

## Cover
Già dal giorno successivo alla sua vittoria di Dora 2024, la canzone è stata oggetto di cover musicali e parodie da parte di artisti amatoriali e non. Ne è un esempio la rock band croata Vatrogasci, che il 26 febbraio ne pubblicò una versione in lingua croata dal titolo Rim tu tiki tiki.
Il 5 maggio successivo, durante il decimo episodio dell'ottava stagione di Tvoje lice zvuči poznato, l'adattamento croato del programma televisivo Tale e quale show, l'attrice Marija Kolb si è esibita con una cover della canzone di Purišić, vincendo l'episodio e ottenendo l'elogio del cantautore stesso per la sua interpretazione.